# Осипов, Александр Владимирович
Алекса́ндр Влади́мирович О́сипов (21 октября 1998, Коломна, Московская область) — российский футболист, полузащитник клуба «Сочи». Мастер спорта России (2025).

## Биография
Родился в 1998 году в Коломне. Отец — Владимир Владимирович Осипов (р. 1969) играл за местные команды на любительском уровне, а позже работал тренером. Он и привил сыну любовь к футболу.
Заниматься футболом начал в 6 лет в коломенской «Виктории», где тренировался у Виктора Александровича Савинова. Затем перешёл в «Мастер-Сатурн». В 2016 году заключил контракт с тульским «Арсеналом». В команде провёл три сезона, но за основной состав не играл. В молодёжном первенстве провёл 86 матчей и забил 4 гола.
На профессиональном уровне дебютировал в 2019 году в составе клуба второй лиги «Велес». В первый же сезон вместе с командой стал победителем зоны «Запад» и следующие полтора сезона отыграл в первой лиге. В феврале 2022 года подписал контракт с «Балтикой» на 3.5 года. Незадолго до зимней паузы, ещё будучи игроком «Велеса», получил 6-матчевую дисквалификацию за грубую игру в матче с «Томью». Однако новый клуб Осипова подал апелляцию, вдвое сократив срок дисквалификации, и уже в первом матче после возобновления сезона игрок дебютировал за команду в игре с «Краснодар-2». В сезоне 2022/23 был одним из основных игроков клуба, пропустив лишь один матч из-за перебора жёлтых карточек. По итогам сезона «Балтика» заняла второе место и спустя 25 лет вернулась в Премьер-лигу.
31 мая 2025 года покинул «Балтику» из-за окончания контракта.
23 июня 2025 года стал игроком «Сочи».

## Достижения
«Велес»
- Победитель первенства ПФЛ (зона «Запад»): 2019/20

«Балтика»
- Чемпион Первой лиги: 2024/25

- Серебряный призёр Первой лиги: 2022/23
- Финалист Кубка России: 2023/24